# Disk magazine

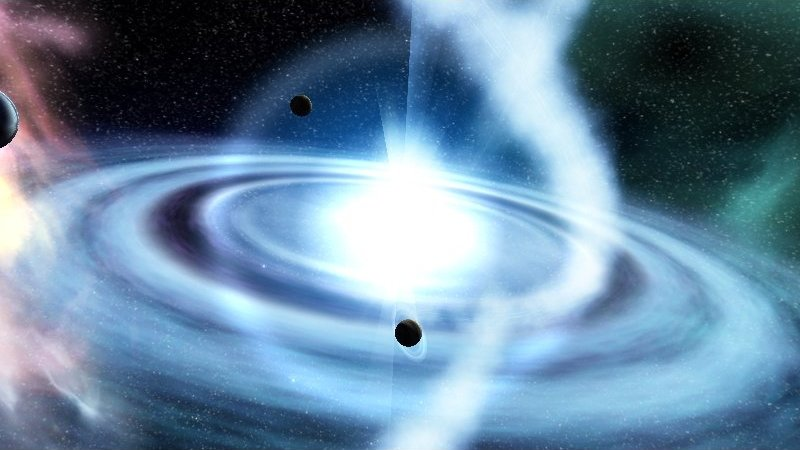
Capture d'écran de l’introduction de Conspiracy 64k Beyond

Un disk magazine, plus souvent désigné par l'abréviation diskmag, est un magazine amateur distribué sous format électronique afin d'être lu sur un ordinateur.
Les disk magazines connurent leur pic de popularité dans les années 1980 et 1990 sous la forme de périodiques distribués sur média amovible (disquette), d'où leur nom. Le développement d'Internet à la fin des années 1990 a conduit à leur remplacement presque intégral par des publications en ligne, certaines se désignant toujours comme « diskmags » malgré l'absence de support physique.

## Caractéristiques
La caractéristique essentielle d'un diskmag, par distinction d'un magazine ASCII typique, est la présence d'un fichier exécutable destiné à tourner sur une plate-forme spécifique. Cet exécutable lance un programme qui permet d'accéder aux différents articles.
Un diskmag tend à mettre l'accent sur l'esthétique et propose une interface graphique dédiée, de la musique de fond et d'autres fonctionnalités utilisant la plate-forme pour laquelle il est codé.

## Historique

### Précurseurs
Les premiers magazines papiers dédiés aux ordinateurs personnels, apparus à la fin des années 1980, peuvent parfois posséder des listings de programmes destinés à être entrés à la main par les lecteurs sur leur propre machine. Cette opération étant longue et sujette aux erreurs de frappe, plusieurs personnes ont l'idée de publier des magazines sur un média directement lisible par un ordinateur afin de faire tourner directement ces programmes.
L'option de placer des codes-barres dans les magazines papiers — afin de les lire avec le périphérique informatique approprié —  est évoquée pendant un temps, mais l'idée ne prend pas. Le médium de stockage le plus courant dans les premiers ordinateurs personnels étant la cassette audio, le premier magazine publié sur un support informatique est un cassette magazine plutôt qu'un disk magazine : CLOAD, pour le TRS-80, débute en 1978, nommé d'après la commande permettant de charger un programme sur cette machine.
CLOAD n'est pas le premier périodique électronique : plusieurs rapports pour ARPANET ont été publiés sous forme de fichiers texte à partir du début des années 1970. Il s'agissait cependant de simples fichiers en ASCII.

### Années 1980
Le premier numéro de Softdisk est publié en septembre 1981 à destination des ordinateurs Apple II ; sortant chaque mois sur une disquette 5¼, il s'agit du premier périodique basé sur une disquette. D'autres éditeurs suivent avec des publications concurrentes comme Diskazine, Window, I.B.Magazette, UPTIME ou PC Life. Certains magazines papier publient des accompagnements sur disquette, livrés avec le magazine ou accessibles par souscription séparée.
En 1986, l'Atari ST connait le premier véritable diskmag sous la forme de ST News, un magazine en anglais provenant des Pays-Bas.

### Années 1990
Vers le milieu des années 1990, les CD-ROM prennent le pas sur les disquettes comme principal médium de stockage et de transfert. La plus grande capacité de ce support, ainsi que les capacités accrues des nouveaux ordinateurs, permettent aux diskmags d'enrichir leur offre multimédia.
À la fin des années 1990, le développement grand public d'Internet tue le marché des publications basées sur des supports informatiques physiques, les mêmes informations étant directement accessibles en ligne. En conséquence, les périodiques sur disques deviennent rares et les éditeurs distribuent leurs publications par le web ou le mail.
La plupart des diskmags des années 1990 sont liés à la scène demo, comme Grapevine, Jurassic Pack, RAW, Upstream, ROM, Seenpoint ou Generation pour l'Amiga, Hugi, Imphobia, Pain, Scenial ou Daskmig pour les compatibles PC, Undercover Magascene, Chaos Control Digizine, Maggie, Alive ou ST News pour l'Atari ST. Les magazines de ce type basés sur des exécutables restent appelés diskmags de façon courante, même s'ils sont principalement distribués en ligne, tout d'abord par les BBS puis par Internet.

### Années 2000
Après 2000, les magazines basés sur des CD ou des DVD tiennent plus de l'action promotionnelle ponctuelle que de la publication régulière. Les efforts se tournent plutôt vers des distributions en ligne (sites web, webzines, blogs, listes mails, etc.) ; certains continuent à utiliser le terme disk magazine malgré l'abandon du support correspondant.
Le diskmag ayant connu la plus longue existence est en:Loadstar, destiné au Commodore 64, publié de 1984 jusqu'en 2008.

## Contenu
Le contenu des diskmags diffère d'une publication à l'autre, mais peut inclure :
- des articles « statiques » similaires à ceux de la presse papier, incluant du texte et des illustrations ;
- de la vidéo ou du son ;
- des fonctionnalités interactives comme des quiz ou des sondages, certains disques peuvent être renvoyés à l'éditeur avec les réponses ;
- des logiciels à exécuter ou installer ;
- des interviews ;
- des fichiers annexes.